# Дехенская пещера
Дехенская пещера, или Дехенхёле (нем. Dechenhöhle) — одна из наиболее посещаемых туристами пещер Германии, расположенная в окрестностях города Изерлон федеральной земли Северный Рейн-Вестфалия.

## История
10 июня 1868 года двое рабочих при строительстве железной дороги обронили молот в скалистую щель. В поисках инструмента они опустились в неё и, к своему удивлению, обнаружили не только свой молот, но и сталактитовую пещеру.
Пещера была названа в честь обербергхауптмана Генриха фон Дехена в знак признания его заслуг в геологических исследованиях земель Рейнланд и Вестфалия.
В 1869 году археологом и палеонтологом Иоганном Карлом Фульроттом, изучавшим останки животных и первобытных людей в пещере и её окрестностях, было сделано первое описание Дехенхёле.
Первым собственником пещеры стала местная железнодорожная компания, в которой работали первооткрыватели; позднее им стала федеральная организация «Deutsche Bundesbahn». В силу того, что Дехенхёле владели железнодорожные концерны, для повышения туристического потока напротив её входа была организована отдельная станция, что до сих пор является уникальным для пещер Германии. В 1983 году Дехенхёле была передана в ведение «Mark Sauerland Touristik».